# Erland von Hofsten (1816–1867)
Sten Erland von Hofsten, född 13 december 1816 i Knista församling, Örebro län, död 24 april 1867 i Gnesta, Södermanlands län, var en svensk godsägare och politiker.
von Hofsten var underlöjtnant vid Nerikes regemente 1837, löjtnant 1843 och tog avsked ur det militära 1846. Han var från 1852 ledamot i styrelsen för Köping-Hults järnvägsaktiebolag och ordförande i samma bolag från 1858.
von Hofsten deltog vid ståndsriksdagarna som ledamot av Ridderskapet och adeln 1850–1851, 1853–1854, 1859–1860, 1862–1863 och 1865–1866. Han var ledamot av första kammaren Riksdagen 1867, invald av Örebro läns valkrets. Han var ledamot i bevillningsutskottet 1867.
von Hofsten föddes på släktgården Östa och var efter faderns död brukspatron på släktgården Villingsbergs herrgård, vilken han sålde 1856. Därefter införskaffade han och bodde på Sunds gård i Närke.
Han är far till Johan Henrik och farfars far till Hans och Gustaf von Hofsten.